# スティーブン・ムーア (ラグビー選手)
スティーブン・ムーア（Stephen Moore 1983年1月20日 - ）は 、サウジアラビア出身の元ラグビー選手。ポジションはフッカー。

## 人物
1983年1月20日、カミスで生まれる。
身長186cm、体重112kg。
愛称は「Squeaks」、「Steve」、「Doc」。

## キャリア
アイルランド人の両親のもとにサウジアラビアで生まれ、一家はアイルランドのゴールウェイへ戻り、1998年にオーストラリアのクイーンズランド州ロックハンプトンへ移住。

ブリスベン・グラマー・スクール卒業。スクールのラグビーチームと、地元のクラブチーム、ロックハンプトン・パイオニアーズ(Rockhampton Pioneers)でプレー。クイーンズランド大学に進学、大学のラグビーチームに所属し、19歳以下ラグビーオーストラリア代表に選出。
2003年、スーパー12（後のスーパーラグビー）のレッズに入る。同年～2004年と21歳以下代表に選出、2004年～2005年とオーストラリアＡ代表に選出される。
2005年、スーパー12のシーズン終了後、両親の母国アイルランドのチームからの誘いを受けるも、オーストラリアでのプレーを希望。同年、ワラビーズに選出、サモア戦で代表デビュー。
2007年、ラグビーワールドカップフランス大会の代表に選出される。2008年、代表テストマッチ14試合すべてに出場、春のヨーロッパツアーでは目覚しい活躍を見せ、11月のイングランド戦ではマン・オブ・ザ・マッチ(Man of the Match)に選ばれる。
2009年、レッズからブランビーズに移籍する。同年、オーストラリアラグビー協会と2年の契約延長。2010年、スーパー14のレギュラーシーズン13試合すべてに出場するも、最終戦で顎を骨折。2011年、ラグビーワールドカップニュージーランド大会のオーストラリア代表に選出される。2015年、ラグビーワールドカップイングランド大会にキャプテンとして出場し準優勝に貢献した。
2017年、国際試合からの引退を表明、2018年には現役を引退した。

### その他
北京オリンピックのフェンシングアイルランド代表Siobhan Byrneと、ゲーリックフットボールの選手Patrick O’Rourkeとは親戚。
少年時代は騎手に憧れていたが、成長するにつれて体格が良くなり十代のはじめ頃に諦める。
イングランドのサッカークラブ、リヴァプールFCの大ファン。
元ラグビーアイルランド代表のフッカー、キース・ウッドのプレーを模範としている。
クイーンズランド大学で科学の学士号(Science Degree)を取得。

## リンク
- Wallabies Profile